# Vastseliina
Vastseliina (võro: Vahtsõliina) – alevik w Estonii, ośrodek administracyjny gminy Vastseliina. 31 grudnia 2011 zamieszkana przez 620 osób. Vastseliina znajduje się przy drodze krajowej nr 2. Przepływa przez nią rzeka Piusa. W 1582 na mocy pokoju w Jamie Zapolskim zamek przeszedł w posiadanie Rzeczypospolitej.
W mieście urodził się estoński aktor i zapaśnik Eduard Pütsep.